# Соанинджарини
Соанинджарини (на малгашки: Soanindrariny) е община (каоминина) в Мадагаскар, провинция Антанариву, регион Вакинанкарача, окръг Анцирабе II. Населението на общината през 2001 година е 20 726 души.